# Intendencia de Cuyo
La intendencia de Cuyo, de Mendoza o provincia de Cuyo fue una proyectada intendencia del virreinato del Río de la Plata (o de Buenos Aires) integrante del Imperio español, en territorios correspondiendo a la histórica región de Cuyo en la actual República Argentina, y cuya capital debió ser la ciudad de Mendoza. Fue mandada a crear por el rey Carlos III de España mediante la Ordenanza de Intendentes de 1782, pero no se puso en práctica ya que en 1783 el rey ordenó el traslado de su capital a la ciudad de Córdoba, incorporando su jurisdicción y constituyéndose la intendencia de Córdoba del Tucumán. 
En 1813 se estableció una gobernación intendencia en las Provincias Unidas del Río de la Plata con el mismo nombre, que funcionó hasta su disolución en 1820.
La intendencia estaba subdividida entre los partidos (también conocidos como subdelegaciones) de: Mendoza, San Juan y San Luis.

## Período del virreinato
La Real Ordenanza de Intendentes de Ejército y Provincia del 28 de enero de 1782 dividió el virreinato de Buenos Aires en ocho intendencias, entre ellas la de Cuyo, formada sobre la base de la provincia o corregimiento de Cuyo: 

Art. 1º: A fin de que mi Real voluntad tenga su pronto y debido efecto, mando dividir por ahora en ocho Intendentes el distrito de aquel Virreinato, y que en lo sucesivo se entienda por una sola Provincia el territorio o demarcación de cada Intendencia con el nombre de la Ciudad o Villa que hubiese de ser su Capital, y en que habrá de residir el Intendente quedando las que en la actualidad se titulan Provincias con la denominación de Partidos, y conservando estos el nombre que tienen aquellas. Será una de dichas Intendencias la General del Ejército y Provincia que ya se halla establecida en la Capital de Buenos Aires y su distrito privativo será todo el de aquel Obispado. Las siete restantes, que han de crearse, serán solo de Provincia; y se habrá de establecer (...); otra en la Ciudad de Mendoza, que ha de comprender todo el territorio de su corregimiento, en que se incluye la Provincia de Cuyo; (...). Y las expresadas demarcaciones se especificarán respectivamente en los títulos que se espedieren a los nuevos Intendentes que Yo elija, pues me reservo nombrar siempre y por el tiempo de mi voluntad para estos empleos personas de acreditado celo, honor, integridad y conducta, como que descargaré en ellas mis cuidados, cometiendo al suyo el inmediato gobierno y protección de mis Pueblos

El 14 de abril de 1783 fue promulgada la real cédula creadora de la Real Audiencia de Buenos Aires, "la cual tenga por distrito la provincia de este nombre y las tres del Paraguay, Tucumán y Cuyo", quedando el territorio de la proyectada intendencia en su jurisdicción y separado de la de Chile.
El 5 de agosto de 1783 el rey Carlos III hizo en San Ildefonso diecisiete modificaciones a la Real Ordenanza de Intendentes de 1782, entre ellas una que suprimió las gobernaciones Intendencias de San Miguel de Tucumán y de Cuyo, creando con ellas la intendencia de Salta del Tucumán y la de Córdoba del Tucumán, las que se hicieron efectivas en diciembre de 1783.

IV. – Por muy justas y recomendables razones, calificadas con los más verídicos y autorizados informes dirigidos a mis Reales manos por el actual Virrey de Buenos Aires apoyándolos con el Suyo de 26 de Enero de 1781, tuve por preciso y conveniente a mi Real Servicio y a la Causa Pública de aquellos mis dominios, resolver en 26 de Febrero de 1782, y en su consecuencia mandar por la ya citada Real Orden de 29 de Julio siguiente, que se dividiese en dos Gobiernos el de la Provincia de Tucumán con el agregado de la de Cuyo, y conforme al Plan propuesto por los enunciados informes; debiendo en su consecuencia quedar por residencia y Capital del nuevo Gobierno la Ciudad de Córdoba del Tucumán, y comprender además las de Mendoza, San Juan del Pico, San Luis de Loyola y Rioja con sus respectivos distritos; y situarse la residencia del otro Gobierno del resto de la dicha Provincia en la Ciudad de Salta como más proporcionada a ser la Capital de las de Jujuy, San Miguel, Santiago del Estero y Catamarca, con sus correspondientes jurisdicciones. Y siendo consiguiente a esta variación hacerla también en las residencias que por el Artículo 7º de la citada Ordenanza se determinaron a las dos Intendencias que por el mismo se mandaron establecer en el propio territorio que han de abrazar los expresados dos Gobiernos, es mi voluntad y mando que la Intendencia a que se señaló por Capital la Ciudad de Mendoza se sitúe en la de Córdoba del Tucumán y que la mandada erigir en la Ciudad de San Miguel se establezca en la de Salta, uniéndose una y otra a los respectivos Gobiernos para que el distrito señalado a cada uno de ellos sea el de su Intendencia, y se entienda por una sola Provincia, según está dispuesto por el mencionado Artículo 1º, quedando el ejercicio de Vice Patronato en toda ella a su Gobernador Intendente en observancia de lo prescripto acerca de este particular en el Artículo 6º de la referida Ordenanza

## Período de las Provincias Unidas del Río de la Plata
El 23 de julio de 1810 el capitán José Moldes fue nombrado primer teniente gobernador de Mendoza. El Segundo Triunvirato creó la intendencia de Cuyo el 29 de noviembre de 1813 separándola de la de Córdoba del Tucumán, y con capital en la ciudad de Mendoza. Estaba formada por las actuales provincias argentinas de Mendoza, San Juan y San Luis:

(...) los pueblos de Mendoza, San Juan y San Luis, con sus peculiares jurisdicciones, formasen un Gobierno Intendencia aparte con la denominación antigua de Provincia de Cuyo (...) bajo el pie y forma de los demás gobiernos de esta clase existentes en la comprensión de las Provincias Unidas del Río de la Plata (...) mucho más cuando por la formación de un Estado diverso al otro lado de los Andes, es necesario dar impulso y vigor a sus poblaciones (...)

- Wikisource contiene obras originales de o sobre Intendencia de Cuyo.

Su gobierno lo ejercía un gobernador intendente designado por el Triunvirato y estaba sujeto a aprobación del cabildo de Mendoza.
El primer gobernador intendente destinado a Cuyo fue el coronel Florencio Terrada, aunque algunas fuentes señalan que su cargo fue el de teniente gobernador. Posteriormente fue designado gobernador intendente el coronel Marcos Balcarce en julio de 1814 y el 10 de agosto José de San Martín.
El 19 de enero de 1817 Mendoza fue el punto de partida del Ejército de los Andes, desde donde San Martín inició su campaña libertadora de Chile.
El 9 de enero de 1820 se sublevó en San Juan el regimiento de Cazadores de los Andes. El gobernador intendente Toribio de Luzuriaga presentó su renuncia al cabildo de Mendoza el 17 de enero, reasumiendo el poder en calidad de cabildo gobernador de la provincia de Cuyo, pero solo tuvo poder en el municipio de Mendoza.
El 1 de marzo de 1820 San Luis y San Juan se separaron, disolviéndose la intendencia de Cuyo. A partir de ese día quedó dividida entre las provincias de: Mendoza, San Juan y San Luis.

## Gobernadores intendentes de la Provincia de Cuyo
- Florencio Terrada, designado el 29 de noviembre de 1813, asumió el 23 de diciembre de 1813 - dejó el mando el 27 de marzo de 1814
- Cabildo de Mendoza en forma interina, presidido por José Clemente Benegas el 27 de marzo de 1814 - dejó el mando el 4 de agosto de 1814
- Marcos Balcarce, designado el 1 de junio de 1814, asumió el 4 de agosto de 1814 - dejó el mando el 12 de septiembre de 1814
- José de San Martín, designado el 10 de agosto de 1814, asumió el 12 de septiembre de 1814 - delegó el mando el 24 de septiembre de 1816, fin de mandato el 6 de marzo de 1817
- Toribio de Luzuriaga, designado interino el 31 de agosto de 1816, asumió el 24 de septiembre de 1816, designado gobernador propietario el 17 de octubre de 1816, asumió el 6 de marzo de 1817 - renunció el 17 de enero de 1820
- Cabildo de Mendoza, en forma interina presidido por José Clemente Benegas el 17 de enero de 1820 - 1 de marzo de 1820 disolución de la gobernación intendencia de Cuyo